# Креп
Креп (от френски: crêpe) е наименование на група тъкани, за чието производство в най-голяма степен се използват силно усуканите прежди тип „креп“, проявяващи естествена склонност да се накъдрят. При тъкането на плата тези прежди могат да се ползват както
- за основа и вътък едновременно; така и
- само за основа, или само за вътък, като в този случай се комбинират с други прежди с по-слабо усукване. При тъкането на креп с комбинирани прежди се редуват прежди с S-усукване и Z-усукване, за да се осигури равномерно накъдряне на релефа на плата.[1]

Известни видове креп са:
- креп де шин (китайски креп) – почиства се химически, глади се с хладка ютия и през плат;
- креп жоржет;
- креп сатен – химическо чистене или ръчно пране, глади се с топла ютия;
- креп шармьоз;
- креп шифон;
- крепон – почиства се химически, глади се с топла ютия и през плат[2];
- марокански креп.

Креповете се ползват изключително за шалове, фишута, забрадки. Черният креп е традиционен символ на траур.